# Europees kampioenschap voetbal mannen onder 17 - 2010
Het Europees kampioenschap voetbal onder 17 van 2010 (kortweg: EK voetbal -17) was de 28ste editie van het Europees kampioenschap voetbal mannen onder 17 en is bedoeld voor spelers die op of na 1 januari 1993 geboren zijn. Ondanks de leeftijdgrens van 17 jaar mogen ook spelers van 18 jaar meespelen omdat de leeftijdsgrens alleen bij het begin van de kwalificatie voor het EK geldt. 
Het toernooi werd van 18 mei 2010 tot en met 30 mei 2010 in Liechtenstein gehouden. Op vrijdag 5 maart 2010 werd bekend dat gastland Liechtenstein zijn team terugtrekt van het toernooi en hier door komt er een extra plek vrij in het eindtoernooi. Het toernooi werd gewonnen door Engeland die in de finale Spanje met 2–1 versloeg.

## Kwalificatie

### Gekwalificeerde landen
| Land        | Gekwalificeerd als          | Beste prestatie         |
| ----------- | --------------------------- | ----------------------- |
| Tsjechië    | Eliteronde: Winnaar groep 1 | Tweede (2006)           |
| Portugal    | Eliteronde: Winnaar groep 2 | Kampioen (2003)         |
| Griekenland | Eliteronde: Winnaar groep 3 | Eerste deelname         |
| Spanje      | Eliteronde: Winnaar groep 4 | Kampioen (2007 en 2008) |
| Turkije     | Eliteronde: Winnaar groep 5 | Kampioen (2005)         |
| Zwitserland | Eliteronde: Winnaar groep 6 | Kampioen (2002)         |
| Engeland    | Eliteronde: Winnaar groep 7 | Tweede (2007)           |
| Frankrijk   | Beste nummer 2              | Kampioen (2004)         |

### Teruggetrokken teams
- Liechtenstein (Gastland)[1]

## Speelsteden
| Speelstad | Stadion                 | Wedstrijden                  |
| --------- | ----------------------- | ---------------------------- |
| Vaduz     | Rheinparkstadion        | Groepsfase & halve en Finale |
| Eschen    | Sportpark Eschen/Mauren | Groepsfase                   |

## Groepsfase
De loting voor de groepsfase vindt plaats op 7 april 2010 in Vaduz.

### Groep A
| Pos. | Land        | GW | W | G | V | DV | DT | +/− | Ptn. |
| ---- | ----------- | -- | - | - | - | -- | -- | --- | ---- |
| 1    | Spanje      | 3  | 3 | 0 | 0 | 8  | 1  | +7  | 9    |
| 2    | Frankrijk   | 3  | 2 | 0 | 1 | 5  | 3  | +2  | 6    |
| 3    | Portugal    | 3  | 1 | 0 | 2 | 3  | 3  | 0   | 3    |
| 4    | Zwitserland | 3  | 0 | 0 | 3 | 1  | 10 | −9  | 0    |

|                   |                                   |         |                             |                                                           |
| 18 mei 2010 17:30 | Frankrijk                         | 1–2     | Spanje                      | Rheinparkstadion, Vaduz Scheidsrechter: Euan Norris (SCO) |
| 18 mei 2010 17:30 | Sabaly 59' Koura 65' Yamnaine 63' | Verslag | 21' Edu 23' Bernat 74' Paco | Rheinparkstadion, Vaduz Scheidsrechter: Euan Norris (SCO) |

|                   |                             |         |             |                                                                     |
| 18 mei 2010 17:30 | Portugal                    | 3–0     | Zwitserland | Sportpark Eschen/Mauren, Eschen Scheidsrechter: Artyom Kuchin (KAZ) |
| 18 mei 2010 17:30 | Esgaio 25', 50' Fonseca 48' | Verslag |             | Sportpark Eschen/Mauren, Eschen Scheidsrechter: Artyom Kuchin (KAZ) |

|                   |                           |         |             |                                                             |
| 21 mei 2010 17:00 | Spanje                    | 4–0     | Zwitserland | Rheinparkstadion, Vaduz Scheidsrechter: Antti Munukka (FIN) |
| 21 mei 2010 17:00 | Paco 13' 36' 43' Ortí 48' | Verslag |             | Rheinparkstadion, Vaduz Scheidsrechter: Antti Munukka (FIN) |

|                   |           |         |          |                                                                       |
| 21 mei 2010 20:00 | Frankrijk | 1–0     | Portugal | Sportpark Eschen/Mauren, Eschen Scheidsrechter: Christof Virant (BEL) |
| 21 mei 2010 20:00 | Pogba 29' | Verslag |          | Sportpark Eschen/Mauren, Eschen Scheidsrechter: Christof Virant (BEL) |

|                   |              |        |                      |                                                                           |
| 24 mei 2010 17:00 | Zwitserland  | 1–3    | Frankrijk            | Sportpark Eschen/Mauren, Eschen Scheidsrechter: Vadims Direktorenko (LET) |
| 24 mei 2010 17:00 | Zarkovic 29' | Report | 43' Sanogo 64' Koura | Sportpark Eschen/Mauren, Eschen Scheidsrechter: Vadims Direktorenko (LET) |

|                   |                |        |          |                                                                 |
| 24 mei 2010 17:00 | Spanje         | 2–0    | Portugal | Rheinparkstadion, Vaduz Scheidsrechter: Stanislav Todorov (BUL) |
| 24 mei 2010 17:00 | Gerard 70' 74' | Report |          | Rheinparkstadion, Vaduz Scheidsrechter: Stanislav Todorov (BUL) |

### Groep B
| Pos. | Land        | GW | W | G | V | DV | DT | +/− | Ptn. |
| ---- | ----------- | -- | - | - | - | -- | -- | --- | ---- |
| 1    | Engeland    | 3  | 3 | 0 | 0 | 6  | 2  | +4  | 9    |
| 2    | Turkije     | 3  | 1 | 1 | 1 | 5  | 4  | +1  | 4    |
| 3    | Tsjechië    | 3  | 0 | 2 | 1 | 2  | 4  | −2  | 2    |
| 3    | Griekenland | 3  | 0 | 1 | 2 | 1  | 4  | −3  | 1    |

|                   |                        |         |                                      |                                                                       |
| 18 mei 2010 20:30 | Griekenland            | 1–3     | Turkije                              | Sportpark Eschen/Mauren, Eschen Scheidsrechter: Christof Virant (BEL) |
| 18 mei 2010 20:30 | Diamantakos 62' (pen.) | Verslag | 14' Yokuşlu 60' 80+2' (pen.) Akçakin | Sportpark Eschen/Mauren, Eschen Scheidsrechter: Christof Virant (BEL) |

|                   |                                     |         |          |                                                                 |
| 18 mei 2010 20:30 | Engeland                            | 3–1     | Tsjechië | Rheinparkstadion, Vaduz Scheidsrechter: Stanislav Todorov (BUL) |
| 18 mei 2010 20:30 | Barkley 21' McEachran 68' Afobe 69' | Verslag | 7' Plšek | Rheinparkstadion, Vaduz Scheidsrechter: Stanislav Todorov (BUL) |

|                   |             |     |          |                                                                           |
| 21 mei 2010 17:00 | Turkije     | 1–1 | Tsjechië | Sportpark Eschen/Mauren, Eschen Scheidsrechter: Vadims Direktorenko (LAT) |
| 21 mei 2010 17:00 | Akçakin 43' |     | 70' Haša | Sportpark Eschen/Mauren, Eschen Scheidsrechter: Vadims Direktorenko (LAT) |

|                   |             |             |          |                                                             |
| 21 mei 2010 20:00 | Griekenland | 0–1         | Engeland | Rheinparkstadion, Vaduz Scheidsrechter: Artyom Kuchin (KAZ) |
| 21 mei 2010 20:00 |             | 35' Barkley |          | Rheinparkstadion, Vaduz Scheidsrechter: Artyom Kuchin (KAZ) |

|                   |          |     |             |                                                                   |
| 24 mei 2010 20:00 | Tsjechië | 0–0 | Griekenland | Sportpark Eschen/Mauren, Eschen Scheidsrechter: Euan Norris (SCO) |
| 24 mei 2010 20:00 |          |     |             | Sportpark Eschen/Mauren, Eschen Scheidsrechter: Euan Norris (SCO) |

|                   |            |     |                              |                                                             |
| 24 mei 2010 20:00 | Turkije    | 1–2 | Engeland                     | Rheinparkstadion, Vaduz Scheidsrechter: Antti Munukka (FIN) |
| 24 mei 2010 20:00 | Derıcı 31' |     | 35' Berahino 62' (pen.) Hall | Rheinparkstadion, Vaduz Scheidsrechter: Antti Munukka (FIN) |

## Knock-outfase
|  | halve finale   | halve finale   |  |        | finale         | finale         |
|  |                |                |  |        |                |                |
|  | 27 mei – Vaduz |                |  |        |                |                |
|  | Engeland       | 2              |  |        |                |                |
|  | Frankrijk      | 1              |  |        | 30 mei – Vaduz | 30 mei – Vaduz |
|  |                |                |  |        | Engeland       | 2              |
|  | 27 mei – Vaduz | 27 mei – Vaduz |  | Spanje | 1              |                |
|  | Turkije        | 1              |  |        |                |                |
|  | Spanje         | 3              |  |        |                |                |

### Halve finale
|                        |                 |         |           |                                                                 |
| 27 mei 2010 16:00 CEST | Engeland        | 2–1     | Frankrijk | Rheinparkstadion, Vaduz Scheidsrechter: Stanislav Todorov (BUL) |
| 27 mei 2010 16:00 CEST | Wickham 23' 40' | Verslag | 56' Pogba | Rheinparkstadion, Vaduz Scheidsrechter: Stanislav Todorov (BUL) |

|                        |                                   |         |           |                                                             |
| 27 mei 2010 20:00 CEST | Spanje                            | 3–1     | Turkije   | Rheinparkstadion, Vaduz Scheidsrechter: Antti Munukka (FIN) |
| 27 mei 2010 20:00 CEST | Rodríguez 11' Paco 63' 66' (pen.) | Verslag | 47' Çalış | Rheinparkstadion, Vaduz Scheidsrechter: Antti Munukka (FIN) |

### Finale
|                   |                                     |         |            |                                                              |
| 30 mei 2010 17:30 | Engeland                            | 2–1     | Spanje     | Rheinparkstadion , Vaduz Scheidsrechter: Antti Munukka (FIN) |
| 30 mei 2010 17:30 | Andre Wisdom 30' Connor Wickham 42' | Verslag | 22' Gerard | Rheinparkstadion , Vaduz Scheidsrechter: Antti Munukka (FIN) |